# 1747
Перша наукова революція •  Глухівський період в історії Гетьманщини •  Російська імперія

## Геополітична ситуація
Османську імперію очолює Махмуд I (до 1754). Під владою османського султана перебувають Близький Схід та Єгипет, Середземноморське узбережжя Північної Африки, частина Закавказзя, значні території в Європі: Греція, Болгарія і Сербія. Васалами османів є Волощина та Молдова.
Священна Римська імперія охоплює, крім німецьких земель, Угорщину з Хорватією, Трансильванію, Богемію, Північну Італію, Австрійські Нідерланди. Її імператор — Франца I (до 1765). Марія-Терезія має титул королеви Угорщини. Королем Пруссії є Фрідріх II (до 1786).
На передові позиції в Європі вийшла Франція, якою править Людовик XV (до 1774). Франція має колонії в Північній Америці та Індії. В Іспанії королює Фернандо VI (до 1759). Королівству Іспанія належать південь Італії, Нова Іспанія, Нова Гранада та Віцекоролівство Перу в Америці, Філіппіни. Королем Португалії є Жуан V (до 1750). Португалія має володіння в Бразилії, в Африці, в Індії, в Індійському океані й Індонезії.
Північ Нідерландів займає Республіка Об'єднаних провінцій. Вона має колонії в Північній Америці, Індонезії, на Формозі та на Цейлоні. Великою Британією править Георг II (до 1760). Британія має колонії в Північній Америці, на Карибах та в Індії. Король Данії та Норвегії — Фредерік V (до 1766), на шведському троні сидить Фредерік I (до 1751). На Апеннінському півострові незалежні Венеціанська республіка та Папська область. У Речі Посполитій королює Август III Фрідріх (до 1763). На троні Російської імперії сидить Єлизавета Петрівна (до 1761).
Україну розділено по Дніпру між Річчю Посполитою та Російською імперією. Управління Лівобережною Україною здійснює Правління гетьманського уряду. Нова Січ є пристановищем козаків. Існує Кримське ханство, якому підвладна Ногайська орда.
В Ірані при владі династія Афшаридів.
Значними державами Індостану є Імперія Великих Моголів, Імперія Маратха. У Китаї править Династія Цін. У Японії триває період Едо.

## Події

### В Україні
- Заснування запорозькими козаками на горі Афон у Греції козацького скиту Чорний Вир.
- Павла Козелецького обрано кошовим отаманом Війська Запорозького.

### У світі
- Війна за австрійську спадщину:
  - 14 травня британці перемогли французів у першій морській битві поблизу мису Фіністерр.
  - 2 липня французи виграли битву при Лауфельді.
  - 15 серпня у Санкт-Петербурзі укладено договір між Великою Британією, Росією та Республікою Об'єднаних провінцій проти Франції та Пруссії.
  - 25 жовтня британці знову перемогли французів у другій морській битві поблизу мису Фіністерр.
- На трон Японії зійшов імператор Момодзоно.
- 14 березня 1747 року відбулася російсько-чукотська битва на річці Орловій.
- Афганська лойя-джирга обрала лідером Ахмеда Абдалі, який започаткував династію Дуррані.
- Змовники вбили іранського шаха Надера. Його наступником став Аділь-шах.
- Штатгальтером Республіки Об'єднаних провінцій став Вільгельм IV Оранський.

### Наука і культура
- Завершилося будівництво палацу Сансусі в Потсдамі.
- У Франції засновано Національну школу мостів та доріг.
- Жан Лерон д'Аламбер застосував диференційне рівняння з частковими похідними.
- Джеймс Лінд почав експерименти, щоб довести ефективність цитрусових проти цинги.

## Народились
Дивись також Категорія:Народились 1747
- 19 січня — Йоганн Елерт Боде, німецький астроном

## Померли
Дивись також Категорія:Померли 1747